# 高澤秀次
高澤 秀次（たかざわ しゅうじ、1952年（昭和27年）7月18日 - ）は、日本の文芸評論家。日本ジャーナリスト専門学校文芸創作科、慶應義塾大学総合政策学部、明治学院大学文学部、近畿大学大学院文芸学研究科非常勤講師、苫小牧駒澤大学国際文化学部特任教授、二松學舍大学文学部非常勤講師を歴任。

## 略歴
北海道室蘭市生まれ。北海道室蘭栄高等学校、早稲田大学第一文学部（文芸専攻）卒業。フリージャーナリストを経て、1980年代後半から評論活動を始める。民俗ルポルタージュから思想史、近代知識人論、中上健次に関する評論・研究、文芸評論などのほか、文芸誌上に発表された近年の作家論では、中野重治、金石範、大西巨人、石牟礼道子、小島信夫、小田実、古井由吉、後藤明生、津島佑子がある。
中上健次研究の第一人者であり、集英社版全集の年譜（第15巻）製作を担当したほか『評伝中上健次』、編著として『中上健次エッセイ撰集 青春・ボーダー篇』、『中上健次エッセイ撰集　文学・芸能篇』、『中上健次と読む「いのちとかたち」』、『中上健次「未収録」対論集成』、『現代小説の方法』がある。
熊野大学夏季セミナーの講師兼コーディネーターを2008年（平成20年）まで務めた。

## 著書

### 単著
- 『旗焼く島（ムラ）の物語 沖縄・読谷村のフォークロア』社会評論社、1988年。
- 『辺界の異俗（フォークロア） 対馬近代史詩』現代書館、1989年。
- 『昭和精神の透視図（パースペクティブ） 大衆の形成からポスト・モダンまで』現代書館、1991年。
- 『戦後知識人の系譜』秀明出版会〈発言者双書〉、1998年。
- 『評伝中上健次』集英社、1998年。
- 『海をこえて 近代知識人の冒険』秀明出版会、2000年。
- 『江藤淳 神話からの覚醒』筑摩書房〈戦後思想の挑戦〉、2001年。
- 『中上健次事典 論考と取材日録』恒文社21、2002年。
- 『戦後日本の論点 山本七平の見た日本』筑摩書房〈ちくま新書〉、2003年。
- 『吉本隆明 1945-2007』インスクリプト、2007年。
- 『ヒットメーカーの寿命 阿久悠に見る可能性と限界』東洋経済新報社、2009年。
- 『文学者たちの大逆事件と韓国併合』平凡社新書、2010年。
- 『戦後思想の「巨人」たち－「未来の他者」はどこにいるか』筑摩書房〈筑摩選書〉、2015年。
- 『評伝 西部邁』毎日新聞出版、2020年。
- 『評伝 立花隆』作品社、2023年。

### 監修・編著
- 中上健次『中上健次エッセイ撰集』監修、恒文社21、2001年8月。
- 中上健次『中上健次と読む『いのちとかたち』』編、河出書房新社、2004年。
- 中上健次『中上健次「未収録」対論集成』編、作品社、2005年。
- 中上健次『現代小説の方法』編、作品社、2007年。
- 別冊太陽「中上健次」監修、平凡社、2012年。
- 中上健次「電子版中上健次全集」監修、小学館、2016～2017年。

翻訳
From〈Passion〉to〈Compassion〉:The World of Ishimure Micihiko's Work（Translated by Caroline A.WakeE）Ecocriticism in Japan LEXINGTON BOOKS 2017「〈受苦〉から〈共苦〉へ―石牟礼道子の作品世界」（「すばる」2014年7月号抄訳）
共著
- 絓秀実、宮崎哲弥『ニッポンの知識人』ベストセラーズ、1999年。